# Ilhéu Laje Branca
O Ilhéu Laje Branca e um ilhéu desabitado localizado na freguesia de Nossa Senhora da Luz, 320 metros a norte da ilha do Maio, em Cabo Verde.
O seu ponto culminante atinge 5 metros de altitude, e a área do ilhéu é de 0,05 km². Tem 172 m de comprimento e 148 m de largura.